# Coronelaps lepidus
Coronelaps lepidus är en ormart som beskrevs av Reinhardt 1861. Coronelaps lepidus är ensam i släktet Coronelaps som ingår i familjen snokar. Arten tillhör underfamiljen Dipsadinae som ibland listas som familj.
Inga underarter finns listade i Catalogue of Life.
Arten är med en längd omkring 150 cm en medelstor orm. Antagligen har Coronelaps lepidus ett giftigt bett.
Arten förekommer i östra Brasilien i delstaterna São Paulo, Paraíba, Ceará och Bahia. Den lever i skogar och äter groddjur (inklusive maskgroddjur). Honor lägger ägg.
I begränsade regioner hotas beståndet av skogsavverkningar. IUCN listar arten som livskraftig (LC).